# Michel Félix Dunal

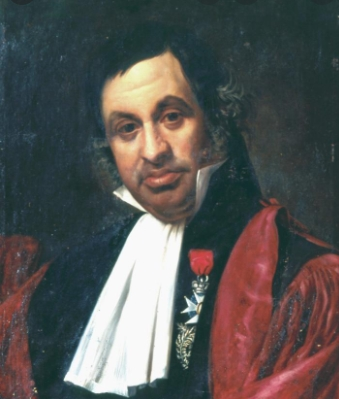
Michel Félix Dunal

Michel Félix Dunal (Montpellier, 24 oktober 1789 - aldaar, 29 juli 1856) was een Frans botanicus en mycoloog. Hij werkte in Montpellier, waar hij hoogleraar in de plantkunde was. Van 1816 tot 1819 was hij hoofd van de afdeling natuurlijke historie. Het geslacht Dunalia uit de  nachtschadefamilie is naar hem vernoemd.
Dunal is voornamelijk bekend voor zijn werk met het geslacht Solanum, waarover hij in 1816 een zeer belangrijk werk schreef, namelijk Solanorum generumque affinium Synopsis seu Solanorum Historiae, editionis secundae summarium ad characteres differentiales redactum, seriem naturalem, habitationes stationesque specierum breviter indicans.
- Bibliothèque nationale de France: cb12563982x (data)
- Author citation (botany): Dunal
- Gemeinsame Normdatei: 117663204
- International Standard Name Identifier: 0000 0000 5122 0119
- Library of Congress Control Number: nb2007023909
- Nederlandse Thesaurus van Auteursnamen: 266989470
- Réseau des bibliothèques de Suisse occidentale: 02-A003197514
- SNAC: w6g838sp
- Système universitaire de documentation: 076547388
- Museum of New Zealand Te Papa Tongarewa: 71110
- Virtual International Authority File: 32114506
- WorldCat: E39PBJrRcH6Xbkm3JHbjHR8Hmd